# Salma Hayek
Salma Hayek, all'anagrafe Salma del Carmen Hayek Jiménez-Pinault (Coatzacoalcos, 2 settembre 1966), è un'attrice messicana naturalizzata statunitense, candidata all'Oscar alla miglior attrice per Frida, nel 2003.
L'attrice, di origini libanesi, ha cominciato la sua carriera in Messico come protagonista nella telenovela Teresa e recitato nel film El Callejón de los Milagros (Nel cuore della città - Midaq Alley) per il quale è stata nominata per il premio Ariel. Nel 1991 Hayek si trasferisce a Hollywood ed è salita alla ribalta con ruoli in film come Desperado (1995), Dogma (1999), e Wild Wild West (1999). Impegnata in numerose campagne umanitarie e femministe, è sposata con François-Henri Pinault.
È la musa dei registi Robert Rodriguez (con il quale ha lavorato in Desperado, Four Rooms, Dal tramonto all'alba, The Faculty, Missione 3D - Game Over e C'era una volta in Messico) e Julie Taymor, che l'ha diretta in Frida, in cui Salma Hayek interpreta la pittrice messicana Frida Kahlo, e in Across the Universe. Ha inoltre recitato nei panni della cameriera messicana Camilla Lopez, musa e amante dello scrittore Arturo Bandini (interpretato da Colin Farrell) in Chiedi alla polvere, basato sul celebre romanzo di John Fante e nel ruolo di Martha Beck in Lonely Hearts.
Per il suo ruolo da protagonista nel film Frida del 2002, è stata nominata anche ai BAFTA Award, Screen Actors Guild Award e ai Golden Globe. Inoltre, in questo film, la sua interpretazione è stata acclamata dalla critica. Ha vinto un Daytime Emmy Award per la regia della serie televisiva The Maldonado Miracle e ha ricevuto una nomination agli Emmy Award come guest-star nella serie TV del 2007 Ugly Betty. Ha fatto anche da guest-star nella serie della NBC 30 Rock (2009-2013). I suoi film più recenti includono Un weekend da bamboccioni (2010), Il gatto con gli stivali (2011), Un weekend da bamboccioni 2 (2013), Il racconto dei racconti - Tale of Tales (2015), Eternals (2021) e House of Gucci (2021).

## Biografia

### Infanzia
Nata a Coatzacoalcos (Messico) il 2 settembre 1966 con il nome di Salma Hayek Jiménez, è figlia di Sami Hayek Dominguez, un uomo d'affari messicano di origine libanese, trasferitosi da Baabdat, città che Salma e suo padre hanno visitato nel 2015 per promuovere il suo film The Prophet. La madre, Diana Jiménez Medina, è una cantante lirica di origine messicana mentre i suoi nonni e bisnonni materni sono spagnoli. Ha un fratello minore di nome Sami (nato nel 1972), che lavora nel mondo del design. Il suo primo nome, Salma, in arabo significa "pace" o "calma".
Cresciuta in una famiglia benestante di fede cattolica, è stata allieva dell'Accademia del Sacro Cuore a New Orleans, in Louisiana, da cui viene espulsa a soli 12 anni per la sua eccessiva esuberanza; infatti le venne diagnosticata sindrome da deficit di attenzione e iperattività e una forma di dislessia. Per punizione i suoi genitori la spediscono a Città del Messico con l'intenzione di iscriverla all'università, dove studierà relazioni internazionali, ma Salma abbandona presto gli studi per seguire la sua vocazione di attrice. Salma parla spagnolo, arabo, inglese e portoghese.

### Esordi

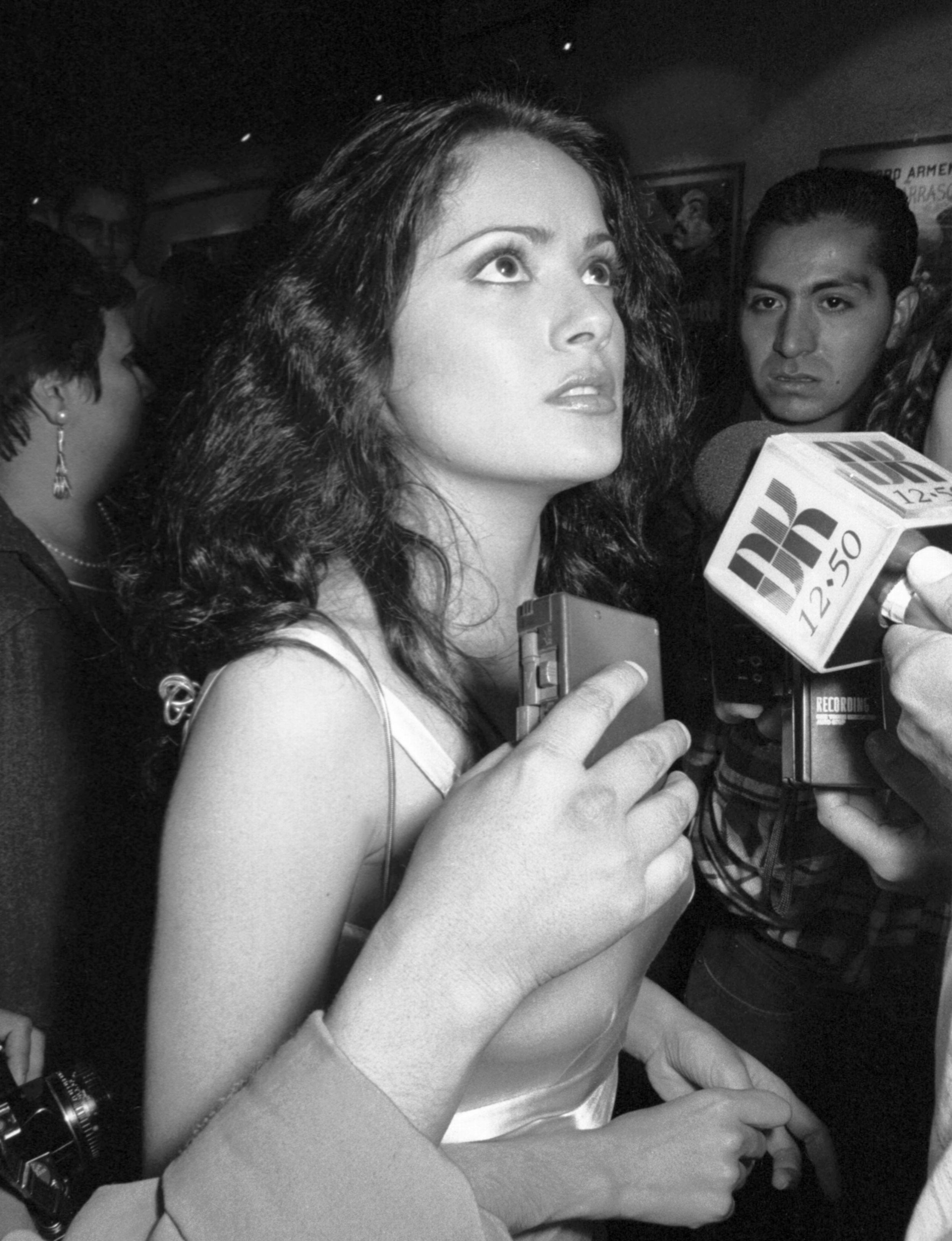
Salma Hayek al Festival internazionale del cinema di Guadalajara

Dopo il ruolo da protagonista ottenuto nella sitcom The Sinbad Show (in cui interpreta Gloria Contreras per 3 episodi), Salma Hayek presta il suo volto a numerose campagne pubblicitarie, tra cui una per H&M, e successivamente compare nella serie televisiva Un nuevo amanecer, molto popolare in Messico. Successivamente, all'età di 23 anni, ottiene il ruolo principale nella telenovela Teresa, ma per seguire il suo sogno di recitare nel cinema, nel 1987 si trasferisce a Los Angeles, dove studierà recitazione da Stella Adler.
Il suo esordio sul grande schermo avviene nel 1993 con un piccolo cameo in Mi vida loca, ma solo due anni più tardi ottiene il successo con Desperado di Robert Rodriguez, in cui recita al fianco di Antonio Banderas. Nel 1994 recita nel film El Callejón de los Milagros (Nel cuore della città - Midaq Alley) per il quale è stata nominata per il premio Ariel. Ancora per Rodriguez recita in Four Rooms (1995), Dal tramonto all'alba (1996) e The Faculty (1998), e in seguito Rodriguez la dirigerà anche in C'era una volta in Messico (capitolo conclusivo della Trilogia del Mariachi) e Missione 3D - Game Over. Nel 1997 Andy Tennant la dirige in Mela e Tequila - Una pazza storia d'amore con sorpresa, una commedia romantica che la vede protagonista insieme con Matthew Perry; nello stesso anno è coprotagonista con Russell Crowe di Breaking Up - Lasciarsi.

### Il successo
Nel 1998, oltre al ruolo in The Faculty, lavora in Studio 54, accanto a Ryan Phillippe e in Amore a doppio senso, mentre nel 1999 è tra i protagonisti della pellicola Dogma, di Kevin Smith, accanto a Ben Affleck e Alan Rickman e di Wild Wild West, di Barry Sonnenfeld, per il quale vince un Blockbuster Entertainment Award. Nello stesso anno è protagonista di Nessuno scrive al colonnello, film diretto da Arturo Ripstein, basato sull'omonima novella di Gabriel García Márquez.
Nel 2000 il regista inglese Mike Figgis la vuole in Timecode, celebre soprattutto per un bacio saffico tra la protagonista e Jeanne Tripplehorn. Nello stesso anno il regista spagnolo Antonio Cuadri la dirige nella pellicola La grande vita, di cui è protagonista. In questo stesso periodo Salma fonda una sua casa di produzione, chiamatasi Ventanarosa. Il primo film realizzato dalla Ventanarosa, El Coronel No Tiene Quien Le Escriba, basato sul romanzo dello stesso nome di Gabriel García Márquez, viene scelto come selezione ufficiale per gli Academy Awards a rappresentare il paese di Messico nella categoria di Miglior Film Straniero.

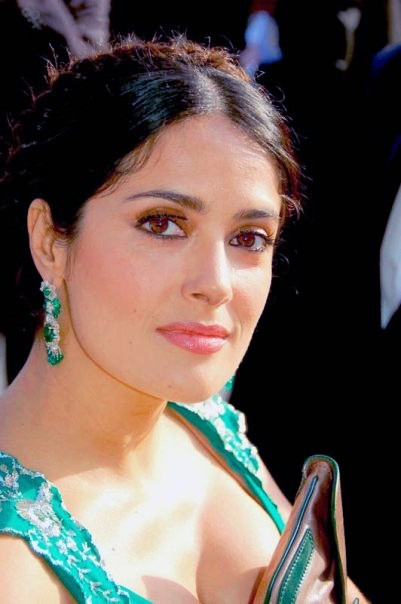
Salma Hayek al Festival di Cannes 2008

Nel 2002 Salma Hayek veste i panni della pittrice Frida Kahlo nel film di Julie Taymor, Frida (film che ha anche prodotto), presentato in concorso alla 59ª Mostra d'Arte Cinematografica di Venezia. Il film le conferisce notorietà e successo e le permette di conquistare la candidatura all'Oscar come migliore attrice protagonista, al Golden Globe e a numerosi altri premi.
Nel film Frida, come aveva già fatto in precedenza per altre pellicole, contribuisce nella creazione della colonna sonora cantando il pezzo La Bruja. Alcuni dei quadri attribuiti nel film a Frida Kahlo sono in realtà stati dipinti dalla stessa Hayek.
Nel 2003 torna a essere diretta da Robert Rodriguez in due film: C'era una volta in Messico (film per il quale canta Siente Mi Amor, canzone presente nei titoli di coda) accanto a Johnny Depp e Antonio Banderas, e Missione 3D - Game Over, sempre accanto ad Antonio Banderas. Nello stesso anno è tra le protagoniste di V-Day: Until the Violence Stops (insieme con molte altre attrici come Rosario Dawson e Jane Fonda), un film-documentario a scopo di campagna globale per fermare la violenza sulle donne.
Nel 2004 lavora accanto a Pierce Brosnan in After the Sunset, di Brett Ratner, mentre nel 2006 escono nelle sale due film che la vedono protagonista: Bandidas, e Lonely Hearts. Nella prima pellicola, dopo molto tempo di lavoro per realizzare il progetto, lavora con Penélope Cruz, insieme con la quale, oltre recitare, produce il film; la seconda pellicola, anch'essa prodotta dalla stessa Hayek, la vede invece al fianco di Jared Leto, nei panni della criminale Martha Beck. Sempre nel 2006 è diretta da Robert Towne nella pellicola Chiedi alla polvere, storia d'amore tratta dall'omonimo romanzo di John Fante, in cui Salma è Camilla Lopez, musa e amante dello scrittore Arturo Bandini (interpretato da Colin Farrell). Nello stesso anno acquista lo script della serie colombiana Betty la fea, divenendo produttrice esecutiva della serie a essa ispirata, Ugly Betty e comparendo in alcune puntate della serie. Sempre nel 2006 produce il video musicale della canzone Te amo corazon di Prince.
Nel 2007 torna a essere diretta da Julie Taymor nel musical sui Beatles, Across the Universe, dove interpreta l'infermiera Bang Bang Shoot Shoot, cantando Happiness Is a Warm Gun insieme con Joe Anderson. Nonostante la nascita della figlia, non rimane inattiva: nel 2009 interpreta infatti la "donna barbuta", Madame Truska, in Aiuto vampiro, di Paul Weitz.

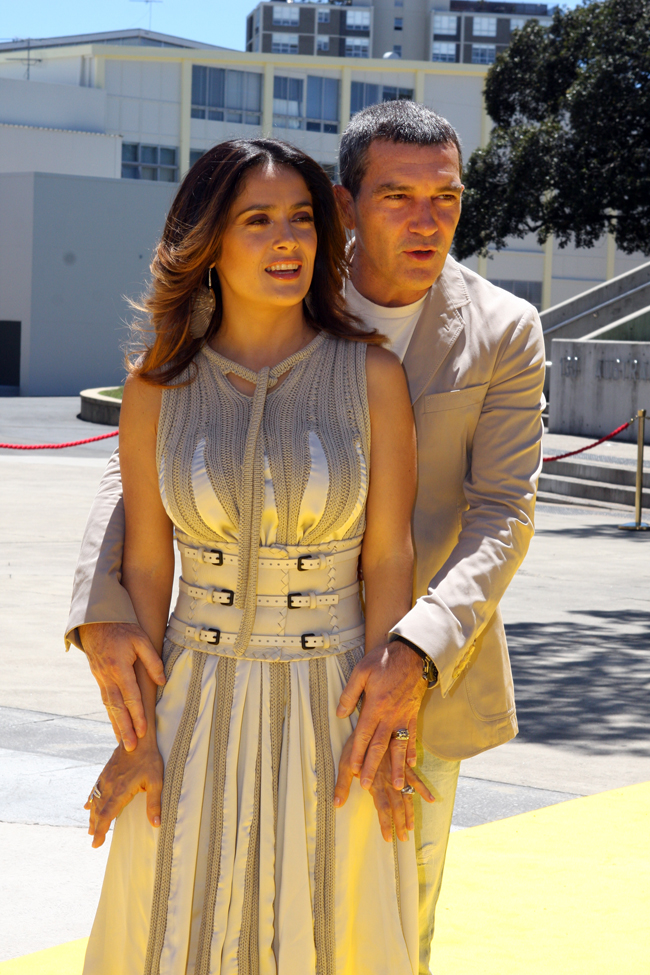
Salma Hayek con Antonio Banderas a Sydney per la prima de Il gatto con gli stivali (2011)

L'8 gennaio del 2009 va in onda sulla rete NBC, Senor Macho Solo settima puntata della terza stagione di 30 Rock, episodio in cui la Hayek interpreta Elisa Pedrera, infermiera assunta da Jack Donaghy (interpretato da Alec Baldwin). Sempre nel 2009 l'attrice è voce narrante della versione spagnola del documentario Home, incentrato sullo stato della Terra, girato da Yann Arthus-Bertrand e prodotto da Luc Besson.

### Anni duemiladieci
Nel 2010 Hayek è nella commedia diretta da Dennis Dugan, Un weekend da bamboccioni, accanto ad Adam Sandler Nel 2011 si cimenta nel doppiaggio prestando la voce a Kitty ne Il gatto con gli stivali, spin-off di Shrek, riguardante le vicende romantiche tra il suo personaggio e il Gatto con gli stivali, a cui dà la voce Antonio Banderas.
(Salma Hayek sul suo doppiaggio nel film Il gatto con gli stivali)
Nello stesso anno partecipa al film "Americano" di Mathieu Demy, per il quale riceve una nomination come miglior attrice al San Sebastián International Film Festival e alla nuova pellicola di Álex de la Iglesia intitolata "La chispa de la vida", che le vale una nomination al Goya, quale miglior attrice protagonista. Nel 2012, infine, è nel cast di Le belve di Oliver Stone accanto a Taylor Kitsch, Blake Lively, Benicio Del Toro e John Travolta. Nel 2012, la Hayek ha diretto Jada Pinkett Smith nel video musicale "Nada se compara". Riprende il suo ruolo nel film in Un weekend da bamboccioni 2, uscito a luglio 2013.
Nel 2014 figura tra i produttori del film di animazione The prophet basato sull'opera di Khalil Gibran. Figura inoltre come voce di uno dei personaggi principali sia nella versione inglese sia in quella francese. Nel 2015 è, insieme con Vincent Cassel e Toby Jones, protagonista del film Il racconto dei racconti - Tale of Tales di Matteo Garrone, presentato in concorso al Festival di Cannes. Il 23 febbraio 2016 entra nel cast del film The Hitman's Bodyguard, in uscita nel 2017. Nel 2017 viene scelta per interpretare Nancy Teagarten nel film Ubriachi d'amore, diretto da Fred Wolf. Nel 2018 viene scelta per prendere parte al film The Hummingbird Project.
Al San Diego Comic-Con del 2019 è stato annunciato che reciterà nel ruolo di Ajak (in versione femminile) nel film del Marvel Cinematic Universe Eternals, diretto da Chloé Zhao e in uscita nelle sale statunitensi il 12 febbraio 2021.

## Vita privata

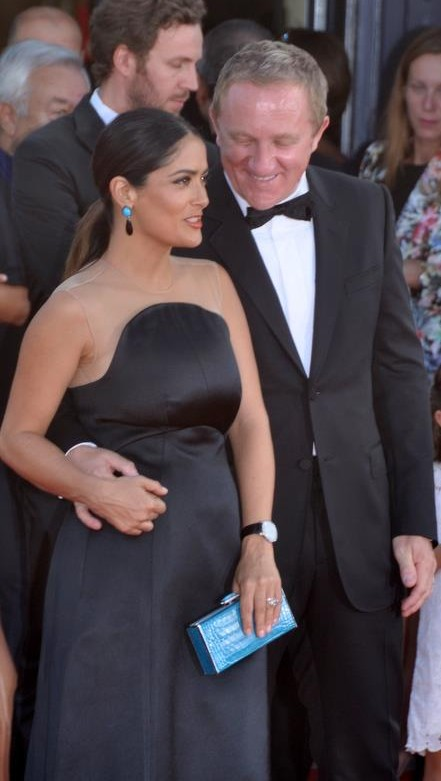
Salma Hayek con il marito francese François-Henri Pinault al Festival del cinema americano di Deauville 2006

Alta 1,57 m, dal 1999 al 2003 ha avuto una relazione con l'attore Edward Norton, mentre nel 2006 ha conosciuto il miliardario francese François-Henri Pinault, dal quale il 21 settembre del 2007 ha avuto una bimba, Valentina Paloma. Dopo una breve separazione nel 2008 i due si sono riavvicinati per sposarsi due volte: la prima il 14 febbraio del 2009 a Parigi, la seconda il 25 aprile dello stesso anno a Venezia.
Una delle sue più grandi amiche è Penélope Cruz, con la quale, nel 2006, dopo vari anni di progetto, ha lavorato in Bandidas. Nella primavera del 2006, la Blue Star Contemporary Art Center a San Antonio, nel Texas, mette in esposizione sedici ritratti del muralista George Yepes e del regista Robert Rodriguez, che raffigurano la Hayek come dea azteca Itzpapalotl.
È testimonial della Avon Products dal febbraio 2004. È stata anche portavoce di Revlon nel 1998 e nel 2001 è stata la testimonial di Chopard. Nel 2006 compare in una pubblicità del Campari, per il quale posa anche per un calendario fotografata da Mario Testino. Il 3 aprile 2009 ha fatto da testimonial per La Doña, un orologio di Cartier ispirato all'attrice messicana María Félix.
Il 13 dicembre 2017 ha pubblicato un articolo sul New York Times in cui dichiara di aver subito abusi, minacce e molestie sessuali da parte del produttore Harvey Weinstein durante la lavorazione del film Frida.

## Filantropia e attivismo
L'attrice è inoltre impegnata da molti anni nella campagna contro la violenza di genere e contro la discriminazione verso gli immigrati. Hayek si impegna per l'UNICEF e per la Pampers. Il 19 luglio 2005, Salma Hayek ha testimoniato davanti al Comitato del Senato degli Stati Uniti sul sistema giudiziario che sostiene la riautorizzazione della Violence Against Women Act. Nel febbraio 2006 ha donato 25.000 dollari a Coatzacoalcos (sua città natale) e 50.000 dollari a Monterrey per combattere la violenza contro le donne. Salma Hayek è membro del consiglio di amministrazione di V-Day, l'organizzazione benefica fondata dalla drammaturga Eve Ensler. Nondimeno, Hayek ha dichiarato di non essere una femminista. In seguito ha rivisto la sua posizione su questo punto, affermando: "Sono una femminista perché molte donne incredibili mi hanno reso quello che sono oggi. (...) Ma - non dovrebbe essere solo perché sono una donna".
Hayek sostiene anche l'allattamento al seno. Durante un viaggio a scopo benefico dell'UNICEF in Sierra Leone nel 2009, ha allattato al seno un bambino affamato di una settimana la cui madre non poteva produrre latte. Ha detto che lo ha fatto per ridurre lo stigma associato all'allattamento al seno e per incoraggiare la nutrizione infantile.
Nel 2010 il lavoro umanitario di Hayek le è valso una nomination ai VH1 Do Something Awards. Nel 2013 Hayek ha lanciato con Beyoncé e Frida Giannini una campagna Gucci, "Chime for Change", che mira a diffondere l'empowerment femminile.
Per la Giornata internazionale della donna 2014, Salma Hayek è stata uno degli artisti firmatari della lettera di Amnesty International, all'allora primo ministro britannico David Cameron, che si batte per i diritti delle donne in Afghanistan. Dopo la sua visita in Libano nel 2015, ha criticato la discriminazione che avviene nella nazione contro le donne.
Nel 2019 la famiglia Pinault ha promesso 113 milioni di dollari per sostenere gli sforzi di ricostruzione della cattedrale di Notre-Dame a Parigi, in Francia.

## Filmografia

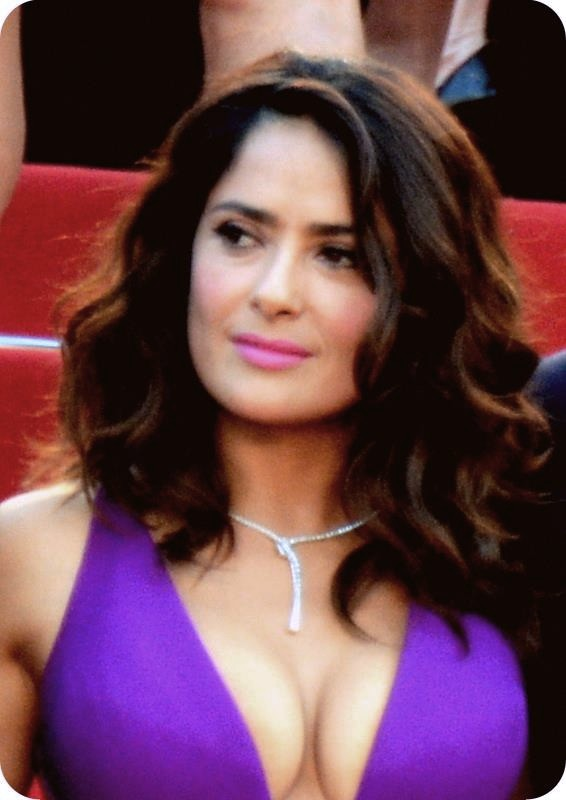
Salma Hayek al Festival di Cannes 2015

### Attrice

#### Cinema
- Mi vida loca, regia di Allison Anders (1993)
- Nel cuore della città - Midaq Alley (El callejón de los milagros), regia di Jorge Fons (1995)
- Desperado, regia di Robert Rodriguez (1995)
- Four Rooms, regia di Robert Rodriguez (1995)
- Facile preda (Fair Game), regia di Andrew Sipes (1995)
- Follow Me Home, regia di Peter Bratt (1996)
- Dal tramonto all'alba (From Dusk till Dawn), regia di Robert Rodriguez (1996)
- Inseguiti (Fled), regia di Kevin Hooks (1996)
- Mela e Tequila - Una pazza storia d'amore con sorpresa (Fools Rush In), regia di Andy Tennant (1997)
- Breaking Up - Lasciarsi (Breaking Up), regia di Robert Greenwald (1997)
- Sistole Diastole, regia di Carlos Cuarón – cortometraggio (1997)
- Studio 54, regia di Mark Christopher (1998)
- Amore a doppio senso (The Velocity of Gary), regia di Dan Ireland (1998)
- The Faculty, regia di Robert Rodriguez (1998)
- Dogma, regia di Kevin Smith (1999)
- Nessuno scrive al colonnello (El coronel no tiene quien le escriba), regia di Arturo Ripstein (1999)
- Wild Wild West, regia di Barry Sonnenfeld (1999)
- Timecode, regia di Mike Figgis (2000)
- Chain of Fools, regia di Pontus Löwenhielm e Patrick von Krusenstjerna (2000)
- La grande vita (La gran vida), regia di Antonio Cuadri (2000)
- Traffic, regia di Steven Soderbergh (2000)
- Hotel, regia di Mike Figgis (2001)
- Frida, regia di Julie Taymor (2002)
- Missione 3D - Game Over (Spy Kids 3-D: Game Over), regia di Robert Rodriguez (2003)
- C'era una volta in Messico (Once Upon a Time in Mexico), regia di Robert Rodriguez (2003)
- V-Day: Until the Violence Stops, regia di Abby Epstein – documentario (2003)
- After the Sunset, regia di Brett Ratner (2004)
- Bandidas, regia di Joachim Rønning, Espen Sandberg (2006)
- Chiedi alla polvere (Ask the Dust), regia di Robert Towne (2006)
- Lonely Hearts, regia di Todd Robinson (2007)
- Across the Universe, regia di Julie Taymor (2007)
- Aiuto vampiro (Cirque du Freak: The Vampire's Assistant), regia di Paul Weitz (2009)
- Un weekend da bamboccioni (Grown Ups), regia di Dennis Dugan (2010)
- Americano, regia di Mathieu Demy (2011)
- La fortuna della vita (La chispa de la vida), regia di Álex de la Iglesia (2011)
- Le belve (Savages), regia di Oliver Stone (2012)
- Colpi da maestro (Here Comes the Boom), regia di Frank Coraci (2012)
- Un weekend da bamboccioni 2 (Grown Ups 2), regia di Dennis Dugan (2013)
- Muppets 2 - Ricercati (Muppets Most Wanted), regia di James Bobin (2014)
- Everly, regia di Joe Lynch (2014)
- Il fidanzato di mia sorella (Some Kind of Beautiful), regia di Tom Vaughan (2014)
- Il racconto dei racconti - Tale of Tales, regia di Matteo Garrone (2015)
- Shiraz - La città delle rose (Septembers of Shiraz), regia di Wayne Blair (2015)
- Beatriz at Dinner, regia di Miguel Arteta (2017)
- Come ti ammazzo il bodyguard (The Hitman's Bodyguard), regia di Patrick Hughes (2017)
- How to Be a Latin Lover, regia di Ken Marino (2017)
- Operazione Hummingbird - È tutto appeso a un filo (The Hummingbird Project), regia di Kim Nguyen (2018)
- Ubriachi d'amore (Drunk Parents), regia di Fred Wolf (2019)
- Amiche in affari (Like a Boss), regia di Miguel Arteta (2020)
- The Roads Not Taken, regia di Sally Potter (2020)
- Bliss, regia di Mike Cahill (2021)
- Come ti ammazzo il bodyguard 2 - La moglie del sicario (Hitman's Wife's Bodyguard), regia di Patrick Hughes (2021)
- Eternals, regia di Chloé Zhao (2021)
- House of Gucci, regia di Ridley Scott (2021)
- Magic Mike - The Last Dance (Magic Mike's Last Dance), regia di Steven Soderbergh (2023)
- Senza sangue (Without Blood), regia di Angelina Jolie (2025)

#### Televisione
- Un nuevo amanecer – telenovela, 80 puntate (1988-1988)
- Teresa – telenovela, 125 puntate (1989)
- The Sinbad Show – serie TV, episodi 1x01-1x02-1x03 (1993)
- El vuelo del águila – telenovela, puntata 1x01 (1994)
- Roadracers, regia di Robert Rodriguez – film TV (1994)
- The Hunchback, regia di Peter Medak – film TV (1997)
- Action – serie TV, episodio 1x02 (1999)
- In the Time of the Butterflies, regia di Mariano Barroso – film TV (2001)
- Saturday Night Live – programma TV, puntata 28x15 (2003)
- Ugly Betty – serie TV, 8 episodi (2006-2007)
- 30 Rock – serie TV, 7 episodi (2009, 2013)
- Black Mirror – serie TV, episodio 6x01 (2023)

### Regista
- The Maldonado Miracle – film TV (2003)
- Te Amo Corazón di Prince – videoclip (2006)

### Doppiatrice
- Sian Ka'an, regia di Raul Garcia (2005)
- Home (Home), regia di Yann Arthus-Bertrand (2009) – versione in spagnolo
- Il gatto con gli stivali (Puss in Boots), regia di Chris Miller (2011)
- Pirati! Briganti da strapazzo (The Pirates! Band of Misfits), regia di Peter Lord e Jeff Newitt (2012)
- Girl Rising, regia di Richard E. Robbins – documentario (2013)
- The Prophet, regia di Roger Allers (2014)
- Sausage Party - Vita segreta di una salsiccia (Sausage Party), regia di Greg Tiernan e Conrad Vernon (2016)
- Il gatto con gli stivali 2 - L'ultimo desiderio (Puss in Boots: The Last Wish), regia di Joel Crawford (2022)

### Produttrice
- Frida, regia di Julie Taymor (2002)
- The Maldonado Miracle, regia di Salma Hayek – film TV (2003)
- Ugly Betty – serie TV, 54 episodi (2006-2010)

## Riconoscimenti
- Premio Oscar
  - 2003 – Candidatura alla migliore attrice per Frida
- Golden Globe
  - 2003 – Candidatura alla migliore attrice in un film drammatico per Frida
- BAFTA
  - 2002 – Candidatura alla migliore attrice per Frida
- Screen Actors Guild Award
  - 2002 – Candidatura alla migliore attrice per Frida
  - 2022 – Candidatura al miglior cast per House of Gucci

## Doppiatrici italiane
Nelle versioni in italiano dei suoi film Salma Hayek è stata doppiata da:
- Tiziana Avarista in Amore a doppio senso, Dogma, Traffic, Aiuto vampiro, Un weekend da bamboccioni, Black Mirror, Un weekend da bamboccioni 2, Ubriachi d'amore
- Ilaria Stagni in Frida, Missione 3D - Game Over, C'era una volta in Messico, Ugly Betty, Le belve, Muppets 2 - Ricercati, Amiche in affari, Eternals
- Cristina Boraschi in Desperado, Facile preda, Mela e Tequila - Una pazza storia d'amore con sorpresa, Wild Wild West, La grande vita, Il fidanzato di mia sorella
- Francesca Fiorentini in Inseguiti, Studio 54, Chiedi alla polvere
- Laura Romano in Come ti ammazzo il bodyguard, Come ti ammazzo il bodyguard 2 - La moglie del sicario
- Gilberta Crispino in Roadracers, Operazione Hummingbird - È tutto appeso a un filo
- Giuppy Izzo in Chain of Fools, 30 Rock
- Laura Lenghi in Everly, House of Gucci
- Irene Di Valmo ne Il racconto dei racconti - Tale of Tales, Bliss
- Barbara Castracane in Dal tramonto all'alba
- Mavi Felli in Breaking Up - Lasciarsi
- Anna Cesareni in The Faculty
- Francesca Guadagno in Hotel
- Roberta Greganti in After the Sunset
- Claudia Catani in Bandidas
- Stella Musy in Lonely Hearts
- Monica Ward in Colpi da maestro
- Ilaria Latini in Magic Mike - The Last Dance
- Barbara De Bortoli in Senza sangue

Da doppiatrice è sostituita da:
- Francesca Guadagno in Il gatto con gli stivali, Il gatto con gli stivali 2 - L'ultimo desiderio
- Claudia Catani in Pirati! Briganti da strapazzo
- Ilaria Latini in Sausage Party - Vita segreta di una salsiccia

## Discografia parziale

### Partecipazioni
- 1995 - AA.VV. Desperado, con il brano Quedate aquí
- 2002 - Elliot Goldenthal Frida (Music From The Motion Picture Soundtrack), con il brano La bruja (con Los Vega)
- 2003 - AA.VV. Once Upon A Time In Mexico (Original Motion Picture Soundtrack), con il brano Siente mi amor
- 2007 - AA.VV. Across The Universe - Music From The Motion Picture, con il brano Happiness is a Warm Gun (con Joe Anderson)